# Miramar (ort i Costa Rica)
Miramar är en ort i Costa Rica.   Den ligger i provinsen Puntarenas, i den västra delen av landet, 70 km väster om huvudstaden San José. Miramar ligger 339 meter över havet och antalet invånare är 6 540.
Terrängen runt Miramar är huvudsakligen kuperad, men åt sydväst är den platt. Runt Miramar är det ganska tätbefolkat, med 108 invånare per kvadratkilometer. Närmaste större samhälle är Chacarita, 13,2 km söder om Miramar. Omgivningarna runt Miramar är en mosaik av jordbruksmark och naturlig växtlighet.